# Eugene Aserinsky
Eugene Aserinsky (6 mai 1921 - 22 juillet 1998), est un pionnier de la recherche sur le sommeil paradoxal et un collaborateur du Dr. William Dement.

## Biographie
Il est le fils d'un dentiste d'origine juive russe. Il est étudiant diplômé à l'Université de Chicago en 1953 lorsqu'il découvre le Sommeil paradoxal après des heures passées à étudier les paupières de sujets endormis. Alors que le phénomène est au début plus intéressant pour un camarade du doctorant Aserinsky, William Charles Dement, Aserinsky et leur directeur de thèse, Nathaniel Kleitman, démontrent ensuite que ce "mouvement rapide des yeux" est corrélé avec le rêve et une augmentation de l'activité cérébrale. Aserinsky et Kleitman sont les pionniers des procédures qui sont maintenant utilisées avec des milliers de volontaires utilisant l'électroencéphalographe. En raison de ces découvertes, Aserinsky et Kleitman sont généralement considérés comme les fondateurs de la recherche moderne sur le sommeil.
Eugene Aserinsky est décédé le 22 juillet 1998, lorsque sa voiture heurte un arbre au nord de San Diego.